# Montage Blake
Le cousu Blake est aussi appelé cousu de part en part. C'est une construction simple et robuste utilisée sur les chaussures de luxe et des chaussures de ville élégantes à semelle cuir telles que les mocassins, chaussures à boucles, derbys et richelieu.

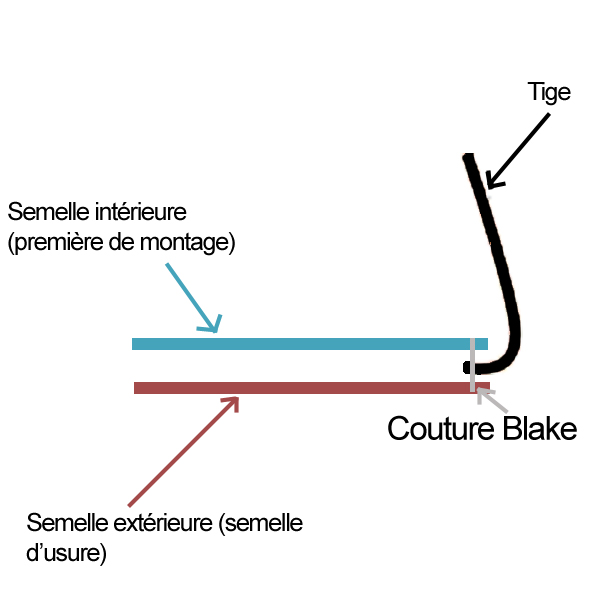
Le cousu Blake

La couture Blake consiste à coudre la semelle, de l'intérieur vers l'extérieur, pour solidariser les semelles intérieure et extérieure.
Blake est le nom de l'inventeur qui réalisa à la fin du XIXe siècle, une machine permettant de mécaniser cette couture de part en part.
On lui reprochait souvent d'être moins pratique que le cousu Goodyear car les trois éléments de base (la tige, la première et la semelle extérieure) étaient cousus ensemble, ce qui compliquait la tâche si l'on voulait ressemeler la chaussure. C'est donc bien cette couture unique qui fait la spécificité du cousu Blake .
De nos jours, le cousu Blake s'est démocratisé et le ressemelage est devenu tout à fait possible.